# Harvard, Illinois
Harvard är en stad (city) i McHenry County, i delstaten Illinois, USA. Enligt United States Census Bureau har staden en folkmängd på 9 453 invånare (2011) och en landarea på 22,2 km².